# Friedhofskirche St. Johannes (Paczków)

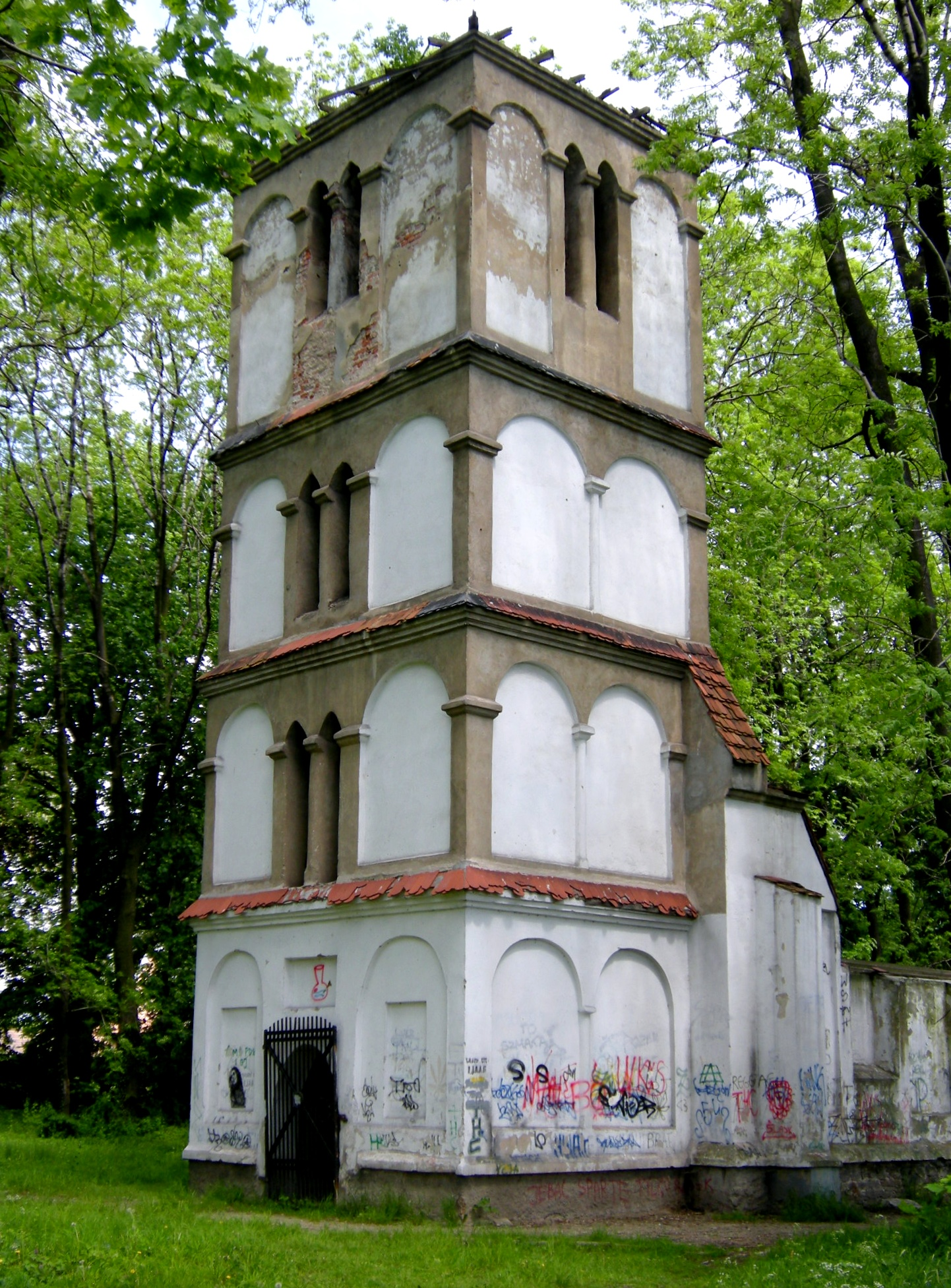
Ruine der Friedhofskirche

Die Friedhofskirche St. Johannes (poln. Kościoła cmentarnego św. Jana Ewangelisty) ist eine ehemalige römisch-katholische Kirche in der schlesischen Stadt Paczków (deutsch Patschkau). Der Kirchenbau ist heute eine Ruine. Das ehemalige Gotteshaus steht südöstlich des Stadtkerns in einer Grünanlage außerhalb der mittelalterlichen Altstadt.

## Geschichte und Architektur

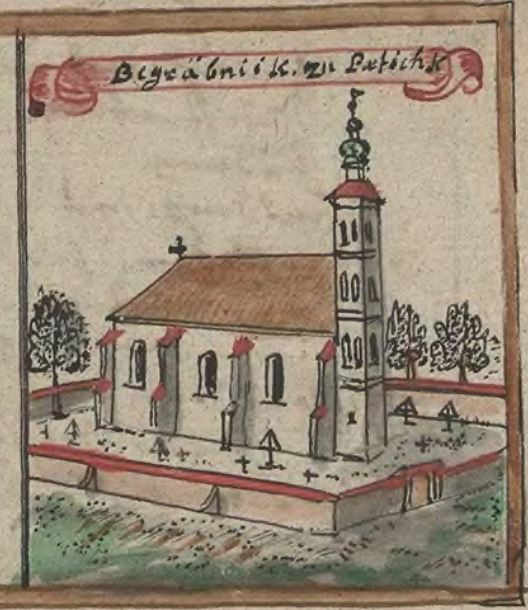
Zeichnung der Kirche aus dem 18. Jahrhundert

Die Kirche wurde 1285 erstmals als Pfarrkirche erwähnt. Mitte des 14. Jahrhunderts erfolgte der Neubau der Kirche St. Johannes innerhalb der Stadtbefestigung als Pfarrkirche. Die Kirche St. Johannes wurde daraufhin als Friedhofskirche genutzt.
Zwischen 1604 und 1606 erfolgte ein Neubau der Friedhofskirche im gotischen Stil. Der Kirchenbau entstand als Saalkirche mit einem dreiseitig geschlossenen Chor sowie einem viergeschossigen Glockenturm an der Westseite. Im Zweiten Weltkrieg wurde die Kirche März 1945 zerstört. Lediglich der Turm und die Umfassungsmauern sind erhalten geblieben. Heute dient der Bau als Mahnmal. Seit 1966 steht die Ruine unter Denkmalschutz.